# (23519) 1992 SG13
1992 أس جي 13 (ويعرف أيضًا باسم (23519) 1992 أس جي 13 وفق تسمية الكوكب الصغير) (بالإنجليزية: 1992 SG13)‏ هو كويكب ضمن حزام الكويكبات؛ وترتيبه 23519 من حيث الاكتشاف.
اكتُشف هذا الجُرم الفلكي بواسطة اليانور إف. هيلين في 23 سبتمبر 1992.

## وصلات خارجية
- (23519) 1992 SG13 في قاعدة بيانات مختبر الدفع النفاث لأجرام النظام الشمسي الصغيرة

- الاكتشاف · مخطط المدار ·  العناصر المدارية · المعلمات المادية

- (23519) 1992 SG13 على موقع ويكي سكاي: DSS2, SDSS, GALEX, IRAS, Hydrogen α, X-Ray, Astrophoto, Sky Map, Articles and images